# فرنسيسكو ادريانو دا سيلفا رودريغوس
فرنسيسكو ادريانو دا سيلفا رودريغوس (بالبرتغالية: Francisco Adriano da Silva Rodrigues‏) هو لاعب كرة قدم برازيلي، ولد في 14 أكتوبر 1985 في بيلو هوريزونتي في البرازيل. لعب مع نادي بوافيشتا ونادي كروزيرو وناسيونال ماديرا.

## وصلات خارجية
- فرنسيسكو ادريانو دا سيلفا رودريغوس على موقع قاعدة بيانات كرة القدم.إي يو (الإنجليزية)
- فرنسيسكو ادريانو دا سيلفا رودريغوس على موقع Soccerway.com (الإنجليزية)
- فرنسيسكو ادريانو دا سيلفا رودريغوس على موقع عالم كرة القدم.نت (الإنجليزية)